# Свети Кодрат Никомидијски
Свети мученик Кодрат Никомидијски је био племић и богаташ, али и време убеђени и крштени хришћанин. За време гоњења хришћања, када је цар Валеријан похапсио многе хришћане, Кодрат је потплаћивао тамничаре те је улазио у тамницу, доносио затвореницима разне намирнице и утврђивао их у вери. Када су били изведени пред судију, и упитани од њега за име, за отаџбину и за сталеж, они су ћутали. Тада се иза њих појавио Кодрат, који је викнуо из свега гласа: "Хришћани смо именом, слуге Исуса Христа Господа саном и благодарством, а град и отаџбина наша јесте небо". После ове изјаве и он је био стављен под суд, а после дугих и тешких истјазања је посечен са осталима.
Српска православна црква слави га 10. марта по црквеном, а 23. марта по грегоријанском календару.